# Cantherhines longicaudus
Cantherhines longicaudus là một loài cá biển thuộc chi Cantherhines trong họ Cá bò giấy. Loài cá này được mô tả lần đầu tiên vào năm 1982.

## Từ nguyên
Từ định danh longicaudus được ghép bởi hai âm tiết trong tiếng Latinh: longus ("dài") và cauda ("đuôi"), hàm ý đề cập đến phần đuôi dài của loài cá này.

## Phân bố và môi trường sống
C. longicaudus có phân bố ở Trung Thái Bình Dương: Nouvelle-Calédonie, quần đảo Cook (đảo Rarotonga) và Polynésie thuộc Pháp (đảo Tahiti, cụm Tuamotu và đảo Rapa Iti). Có 2 mẫu vật ghi nhận từ đảo Lord Howe có khả năng cũng là thuộc loài này.
C. longicaudus sống trên các rạn san hô, được thu thập ở độ sâu khoảng 18–21 m.

## Mô tả
Chiều dài cơ thể lớn nhất được ghi nhận ở C. longicaudus là 13,2 cm. Loài này có màu vàng sẫm với các vệt nâu.
Số gai vây lưng: 2; Số tia vây lưng: 35–36; Số gai vây hậu môn: 0; Số tia vây hậu môn: 31–33; Số tia vây ngực: 12.

## Sinh thái
Thức ăn của C. longicaudus là tảo và các sinh vật đáy nhỏ hơn.